# Blizard
Blizard (ブリザード) is een voormalige Japanse heavymetalband uit Tokio, opgericht in 1982. Blizard ging vaak op tournee, voornamelijk door Japan, met bands als Earthshaker, X Japan, Saber Tiger en X-Ray. De groep viel eind 1990 uiteen.

## Bandleden
- Matsuya Mizuno (zang)
- Toshiya "Ran" Matsukawa (gitaar)
- Takayuki Murakami (gitaar)
- Touichi Terasawa (basgitaar)
- Hiroyuki Murakami (drums)

## Discografie
- 1984 - Lady Reiko (single)
- 1984 - Blizard of Wizard
- 1984 - Kamikaze Killers
- 1985 - Hot Shot!
- 1986 - Statesboro Blues (single)
- 1986 - Burning
- 1986 - Hard Times
- 1987 - Broken Loneliness (single)
- 1987 - Dream Tention (single)
- 1987 - Blizard
- 1988 - Show Me the Way (single)
- 1988 - Show Me the Way
- 1990 - Danger Life